# Richard Guyon

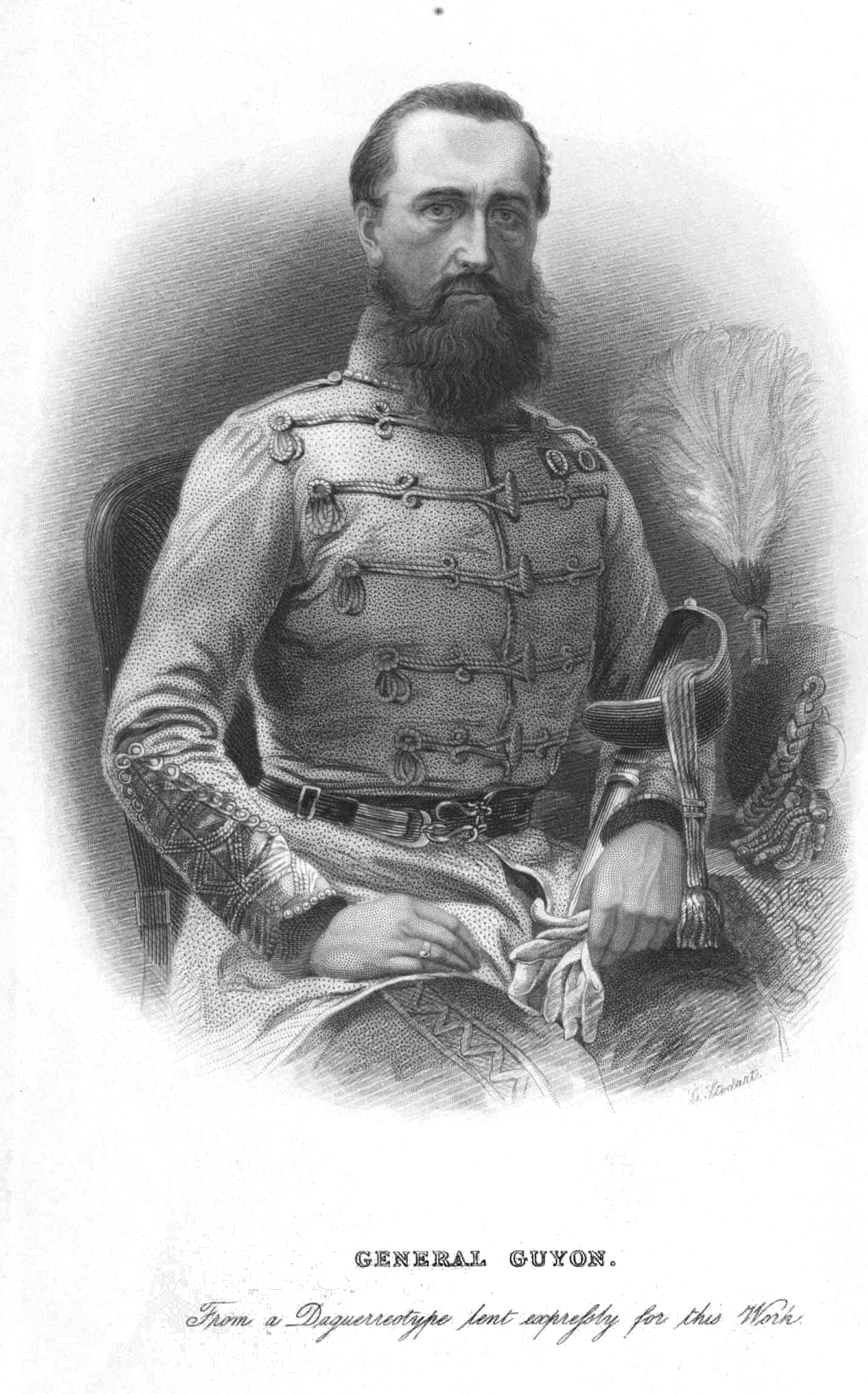
Richard Guyon

Richárd Graf Guyon (* 1803 in Walcot bei Bath, England; † 12. Oktober 1856 in Üsküdar, Konstantinopel, heute Istanbul) war ein General.

## Leben

### Herkunft
Richard de Beaufré Graf von Guyon stammte aus einer nach England ausgewanderten französischen Adelsfamilie. 1828 trat Guyon in die britische Legion in Portugal ein und kämpfte dort gegen Dom Miguel. Er wurde 1832 Offizier in österreichischen Diensten und nahm als Oberleutnant der Husaren den Abschied.

### In Dienste des ungarischen Aufstandes
Während der ungarischen Revolution stellte er sich dem neuerrichteten Heere Kossuths an und zeichnete sich unter FML Janos Moga am 30. Oktober 1848 als Honved-Major in der Schlacht bei Schwechat beim Angriff auf Mannswörth aus. Am 23. Dezember 1848 kämpfte er bei Tyrnau gegen die kaiserlichen Truppen unter FML Simunich und schlug sich mit wenigen Husaren nach dem belagerten Komorn durch. Am Tag der Ersten Schlacht bei Komorn (26. April 1849) trug er viel zum Siege der Ungarn bei, hierfür ernannte man ihn zum General. Am 1. Juli eroberte er die Festung Arad und zwang am 14. Juli die kaiserlichen Truppen unter Jelačić in der Schlacht bei Hegyes zum Rückzug. Dagegen wurde er bei Mosorin geschlagen und deckte anschließend mit der italienischen und polnischen Legion die Flucht Kossuths bei Orșova.

### Osmanischer Kriegsdienst
Guyon trat im September 1849 mit seinen Truppen ebenfalls auf türkisches Gebiet über, wurde osmanischer General und befehligte als Kurschid Pascha in Damaskus, wo er 1850 den Aufstand der Alttürken niederschlug.
Während des Orientkriegs wurde Guyon 1854 dem nach Kaukasien entsandten türkischen Korps als Generalstabschef zugeteilt. Er konnte während der Belagerung von Kars als Generalstabschef des unfähigen Achmed Pascha keine Erfolge erringen, wurde abberufen und lebte seitdem in Konstantinopel, dem heutigen Istanbul. Nach einem vergeblichen Entsatzversuch durch Omar Pascha zwangen die Cholera und Engpässe in der Lebensmittelversorgung die Garnisonsstadt Kars am 29. November 1855 zur Kapitulation.

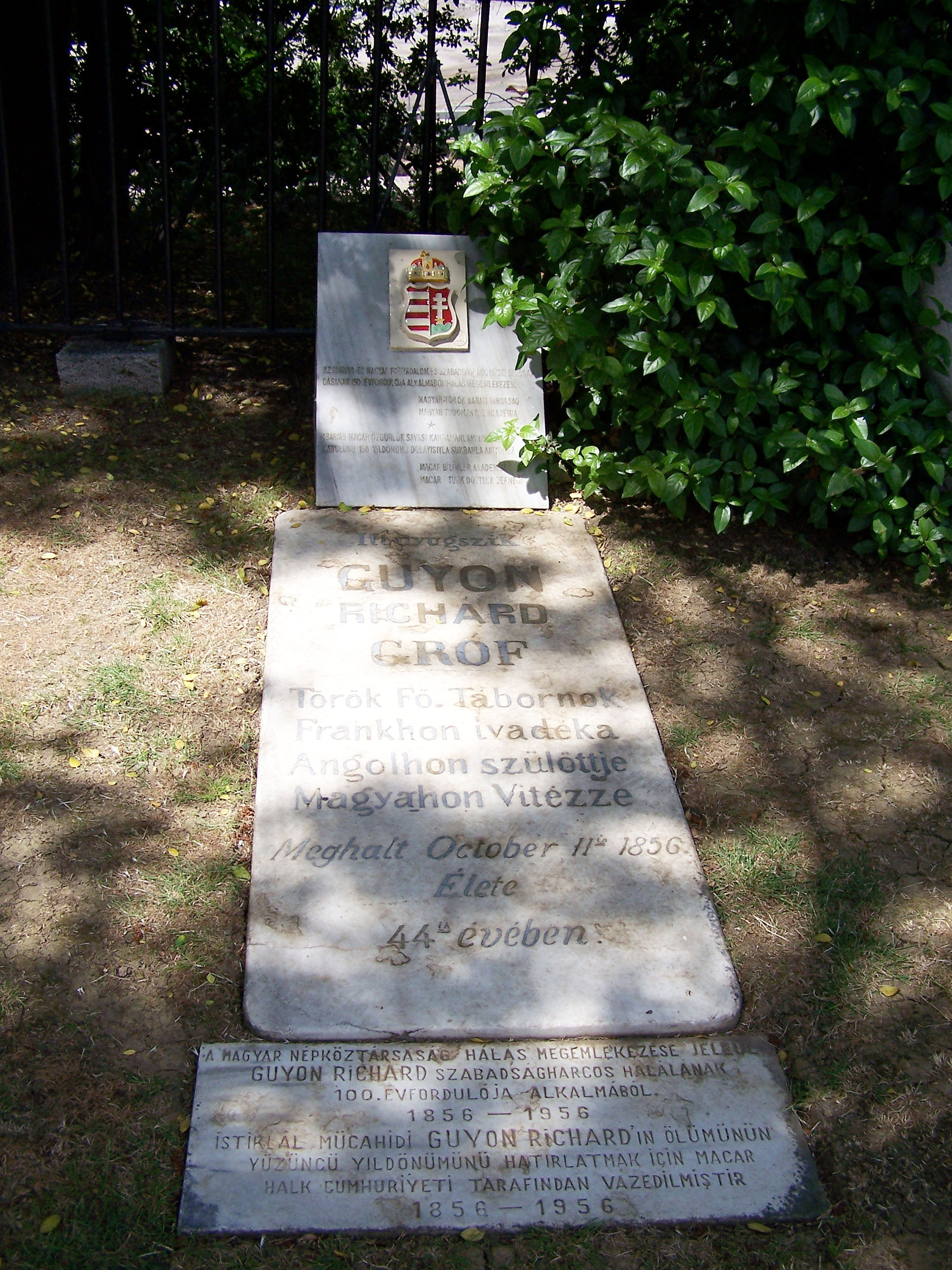
Grab von Richard Guyon auf dem Friedhof Haydarpaşa

Richard Guyon starb am 12. Oktober 1856 an der Cholera in Üsküdar, Konstantinopel.